# Le Syndicat
Le Syndicat és un municipi francès, situat al departament dels Vosges i a la regió del Gran Est. L'any 2007 tenia 1.902 habitants.

## Demografia

### Població
El 2007 la població de fet de Le Syndicat era de 1.902 persones. Hi havia 770 famílies, de les quals 174 eren unipersonals (91 homes vivint sols i 83 dones vivint soles), 294 parelles sense fills, 274 parelles amb fills i 28 famílies monoparentals amb fills.
La població ha evolucionat segons el següent gràfic:
Habitants censats

### Habitatges
El 2007 hi havia 888 habitatges, 769 eren l'habitatge principal de la família, 59 eren segones residències i 60 estaven desocupats. 706 eren cases i 171 eren apartaments. Dels 769 habitatges principals, 607 estaven ocupats pels seus propietaris, 153 estaven llogats i ocupats pels llogaters i 9 estaven cedits a títol gratuït; 4 tenien una cambra, 30 en tenien dues, 99 en tenien tres, 158 en tenien quatre i 478 en tenien cinc o més. 653 habitatges disposaven pel capbaix d'una plaça de pàrquing. A 346 habitatges hi havia un automòbil i a 371 n'hi havia dos o més.

### Piràmide de població
La piràmide de població per edats i sexe el 2009 era:
| Homes | Edats   | Dones |
| ----- | ------- | ----- |
| 0     | 95 o +  | 0     |
| 4     | 90 a 94 | 8     |
| 12    | 85 a 89 | 28    |
| 8     | 80 a 84 | 20    |
| 24    | 75 a 79 | 32    |
| 48    | 70 a 74 | 36    |
| 24    | 65 a 69 | 44    |
| 44    | 60 a 64 | 40    |
| 40    | 55 a 59 | 48    |
| 100   | 50 a 54 | 44    |
| 64    | 45 a 49 | 68    |
| 68    | 40 a 44 | 80    |
| 72    | 35 a 39 | 60    |
| 48    | 30 a 34 | 68    |
| 36    | 25 a 29 | 48    |
| 64    | 20 a 24 | 32    |
| 96    | 15 a 19 | 48    |
| 36    | 10 a 14 | 68    |
| 52    | 5 a 9   | 72    |
| 44    | 0 a 4   | 60    |

## Economia
El 2007 la població en edat de treballar era de 1.219 persones, 924 eren actives i 295 eren inactives. De les 924 persones actives 860 estaven ocupades (477 homes i 383 dones) i 64 estaven aturades (16 homes i 48 dones). De les 295 persones inactives 143 estaven jubilades, 80 estaven estudiant i 72 estaven classificades com a «altres inactius».

### Ingressos
El 2009 a Le Syndicat hi havia 772 unitats fiscals que integraven 1.966 persones, la mediana anual d'ingressos fiscals per persona era de 17.722 €.

### Activitats econòmiques
Dels 84 establiments que hi havia el 2007, 4 eren d'empreses extractives, 2 d'empreses alimentàries, 1 d'una empresa de fabricació de material elèctric, 21 d'empreses de fabricació d'altres productes industrials, 11 d'empreses de construcció, 20 d'empreses de comerç i reparació d'automòbils, 7 d'empreses de transport, 3 d'empreses d'hostatgeria i restauració, 2 d'empreses d'informació i comunicació, 1 d'una empresa immobiliària, 6 d'empreses de serveis, 5 d'entitats de l'administració pública i 1 d'una empresa classificada com a «altres activitats de serveis».
Dels 14 establiments de servei als particulars que hi havia el 2009, 1 era una funerària, 3 tallers de reparació d'automòbils i de material agrícola, 2 paletes, 1 guixaire pintor, 3 fusteries, 1 lampisteria, 2 electricistes i 1 empresa de construcció.
Dels 4 establiments comercials que hi havia el 2009, 1 era una botiga de menys de 120 m², 2 carnisseries i 1 una perfumeria.
L'any 2000 a Le Syndicat hi havia 11 explotacions agrícoles que ocupaven un total de 123 hectàrees.

## Equipaments sanitaris i escolars
El 2009 hi havia 2 escoles elementals.

## Poblacions més properes
El següent diagrama mostra les poblacions més properes.